# Байзенгерц, Георгий
Георгий (Генрих) Байзенгерц (нем. Heinrich Beisenherz; 5 марта 1891, Дортмунд, Пруссия — 24 марта 1977, Висбаден) — немецкий и советский художник и кинооператор.
Работал в СССР, в середине 1920-х годов. Художник-постановщик кинокартин на одесском отделении ВУФКУ (кинофабрики).

## Фильмография
- 1926 — Спартак (фильм, 1926)[3]
- 1926 — Свежий ветер (фильм)
- 1926 — Митя (фильм)
- 1926 — Гамбург (фильм)
- 1926 — Беня Крик (фильм)
- 1927 — Черевички (фильм) — оператор и художник (совм. с Борисом Завелевым и Василием Кричевским)[4]
- 1927 — Сумка дипкурьера[5][6]
- 1927 — Путь в Дамаск[7]
- 1927 — В погоне за счастьем (фильм, 1927)
- 1927 — Борислав смеётся
- 1928 — Проданный аппетит
- 1928 — Лавина (фильм, 1928)
- 1928 — За стеной (фильм, 1928) (Язык стен) (совм. с Иваном Суворовым) — художник[8]
- 1928 — За монастырской стеной
- 1928 — Джимми Хиггинс (фильм) (совм. с Соломоном Зарицким)